# György Pálóczi
György Pálóczi (Pálóczi György en hongrois ; Georgius de  Palócz en latin) est un prélat hongrois du XVe siècle qui fut archevêque d'Esztergom et prince-primat du Royaume de Hongrie de 1423 à 1438.  

## Biographie
Membre de la famille Pálóczy, il est le fils de Péter Pálóczi et le neveu de Domokos Pálóczi, prévôt de Lelesz et visitateur des prémontrés de Hongrie. Ses frères et sœurs sont Imre, Máté et Hedvig.
Il étudie le droit et la théologie à Cracovie et à Vienne. Il est nommé prévôt du chapitre de Szepes (1401 - 1419) à la place de Dósá Marczali à la suite des instances du roi Sigismond auprès du pape Boniface IX. Il est évêque de Transylvanie de 1419 à 1423 avant d'être nommé archevêque d'Esztergom et à ce titre primat du Hongrie en 1423 (bénéficiaire du pallium en 1424). Il participe au concile de Bâle-Ferrare-Florence-Rome en 1431. Il fut également chancelier du roi (1438–1439) et le roi Sigismond le fit à la fin de sa vie Garde de la Sainte Couronne (szent korona őrzése).

## Source, lien externe
- Lexikon Katolikus (hu)